# Chrysoprasis bipartita
Chrysoprasis bipartita là một loài bọ cánh cứng trong họ Cerambycidae.